# Estadio Kadir Has
El Estadio Kadir Has (en turco: Kayseri Kadir Has Şehir Stadyumu), es un estadio multiuso ubicado en la ciudad de Kayseri, Turquía. En él disputan sus partidos como locales el Kayserispor y el Kayseri Erciyesspor, además de la Selección de fútbol de Turquía. Fue inaugurado el 8 de marzo de 2009 en un encuentro entre Kayserispor y Fenerbahçe. 
El estadio reúne las características de un estadio de categoría 4 de la UEFA, por lo que podría ser utilizado para albergar una definición de alguna copa europea, como lo es la Liga de Campeones de la UEFA o la Liga Europea de la UEFA.